# Кампонг Тям (провинция)
Кампонг Тям (на кхмерски: កំពង់ចាម) е една от двайсетте провинции в Камбоджа. На север граничи с провинция Кампонг Тхом, на юг с провинциите Кандал и Прей Венг, на запад с Кампонг Чнанг, на североизток с Кратех, а на югоизток с Виетнам.

## Административно деление
Провинция Кампонг Тям се състои от един самостоятелен град-административен център и 16 окръга:
- Батхеай (03 – 01)
- Тямкар Лю (03 – 02)
- Тънг Прей (03 – 03)
- Дамбаер (03 – 04)
- Кампонг Тям (03 – 05)
- Кампонг Сием (03 – 06)
- Кхонг Меас (03 – 07)
- Кох Суотхин (03 – 08)
- Кроут Тхмяр (03 – 09)
- Мемот (03 – 10)
- Оу Реанг Ов (03 – 11)
- Понхеа Краек (03 – 12)
- Прей Тхор (03 – 13)
- Срей Сантхор (03 – 14)
- Стуенг Транг (03 – 15)
- Тбуонг Кмоум (03 – 16)

## Галерия
- Въздушна снимка от Кампонг Тям